# IC 1691
IC 1691 је спирална галаксија у сазвјежђу Рибе која се налази на листи објеката дубоког неба у Индекс каталогу.
Деклинација објекта је + 33° 24' 24" а ректасцензија 1h 24m 25,9s. Привидна величина (магнитуда) објекта IC 1691 износи 15,2 а фотографска магнитуда 16,0.